# Campionati sloveni di sci alpino 2021
I Campionati sloveni di sci alpino 2021 si sono svolti a Kranjska Gora e a Tarvisio (in Italia) dal 23 al 30 marzo. Il programma ha incluso gare di discesa libera, supergigante, slalom gigante, slalom speciale, combinata e slalom parallelo, sia maschili sia femminili.
Trattandosi di competizioni valide anche ai fini del punteggio FIS, hanno potuto partecipare anche sciatori di altre federazioni, senza che questo consentisse loro di concorrere al titolo nazionale sloveno. 

## Risultati

### Uomini

#### Discesa libera
| Pos. | Atleta          | Nazione     | Tempo   |
| ---- | --------------- | ----------- | ------- |
| 1    | Nejc Naraločnik | Slovenia    | 1:02,34 |
| 2    | Boštjan Kline   | Slovenia    | 1:02,35 |
| 3    | Martin Bendík   | Slovacchia  | 1:02,73 |
| 4    | Martin Čater    | Slovenia    | 1:02,80 |
| 5    | Miha Hrobat     | Slovenia    | 1:02,86 |
| 6    | Luis Vogt       | Germania    | 1:04,00 |
| 7    | Maarten Meiners | Paesi Bassi | 1:04,07 |
| 8    | Rok Ažnoh       | Slovenia    | 1:04,15 |
| 9    | Ondřej Berndt   | Rep. Ceca   | 1:04,16 |
| 10   | Luis Tritscher  | Austria     | 1:04,22 |

Data: 30 marzo

Località: Tarvisio

#### Supergigante
| Pos. | Atleta            | Nazione       | Tempo   |
| ---- | ----------------- | ------------- | ------- |
| 1    | Martin Čater      | Slovenia      | 1:07,99 |
| 2    | Boštjan Kline     | Slovenia      | 1:08,45 |
| 3    | Martin Bendík     | Slovacchia    | 1:08,76 |
| 4    | Štefan Hadalin    | Slovenia      | 1:09,09 |
| 5    | Willis Feasey     | Nuova Zelanda | 1:09,20 |
| 6    | Barnabás Szőllős  | Israele       | 1:09,62 |
| 7    | Tomáš Klinský     | Rep. Ceca     | 1:09,64 |
| 8    | Stefan Eichberger | Austria       | 1:09,79 |
| 9    | Rok Ažnoh         | Slovenia      | 1:10,04 |
| 10   | Istok Rodeš       | Croazia       | 1:10,06 |

Data: 27 marzo

Località: Tarvisio

#### Slalom gigante
| Pos. | Atleta           | Nazione     | Tempo   |
| ---- | ---------------- | ----------- | ------- |
| 1    | Štefan Hadalin   | Slovenia    | 1:54,54 |
| 2    | Joshua Sturm     | Austria     | 1:55,78 |
| 3    | Lukas Feurstein  | Austria     | 1:56,34 |
| 3    | Andreas Žampa    | Slovacchia  | 1:56,34 |
| 5    | Anton Grammel    | Germania    | 1:56,39 |
| 6    | Brian McLaughlin | Stati Uniti | 1;56,74 |
| 7    | Miha Hrobat      | Slovenia    | 1:57,69 |
| 8    | Tommaso Nardi    | Italia      | 1:57,72 |
| 9    | Moritz Opetnik   | Austria     | 1:57,90 |
| 10   | Anže Gartner     | Slovenia    | 1:58,54 |

Data: 24 marzo

Località: Kranjska Gora

#### Slalom speciale
| Pos. | Atleta               | Nazione  | Tempo   |
| ---- | -------------------- | -------- | ------- |
| 1    | Štefan Hadalin       | Slovenia | 1:40,04 |
| 2    | Hannes Zingerle      | Italia   | 1:40,57 |
| 3    | Joshua Sturm         | Austria  | 1:41,33 |
| 4    | Pirmin Hacker        | Austria  | 1:41,42 |
| 5    | Moritz Opetnik       | Austria  | 1:42,26 |
| 6    | Nikolaus Pföderl     | Germania | 1:42,61 |
| 7    | Armin Dornauer       | Slovenia | 1:42,92 |
| 8    | Miks Zvejnieks       | Lettonia | 1:42,98 |
| 9    | Barnabás Szőllős     | Israele  | 1:43,08 |
| 10   | Linus Witte          | Germania | 1:43,18 |
|      |                      |          |         |
| 12   | Rok Ažnoh            | Slovenia | 1:46,82 |
| 13   | Žiga Župan Oreskovič | Slovenia | 1:51,06 |

Data: 25 marzo

Località: Kranjska Gora

#### Combinata
| Pos. | Atleta            | Nazione     | Tempo   |
| ---- | ----------------- | ----------- | ------- |
| 1    | Štefan Hadalin    | Slovenia    | 1:43,25 |
| 2    | Stefan Eichberger | Austria     | 1:44,49 |
| 3    | Aljaž Dvornik     | Slovenia    | 1:44,50 |
| 4    | Istok Rodeš       | Croazia     | 1:44,54 |
| 5    | Maarten Meiners   | Paesi Bassi | 1:45,38 |
| 6    | Tomáš Klinský     | Rep. Ceca   | 1:45,58 |
| 7    | Andreas Žampa     | Slovacchia  | 1:45,60 |
| 8    | Barnabás Szőllős  | Israele     | 1:45,68 |
| 9    | Boštjan Kline     | Slovenia    | 1:45,96 |
| 10   | Nejc Naraločnik   | Slovenia    | 1:46,31 |

Data: 28 marzo

Località: Tarvisio

#### Slalom parallelo
| Pos. | Atleta               | Nazione  | Tempo |
| ---- | -------------------- | -------- | ----- |
| 1    | Nejc Naraločnik      | Slovenia | 19,55 |
| 2    | Rok Ažnoh            | Slovenia | 19,60 |
| 3    | Barnabás Szőllős     | Israele  | 19,70 |
| 4    | Tim Tršan            | Slovenia | 20,17 |
| 5    | Anže Gartner         | Slovenia | 20,29 |
| 6    | Žak Žirovnik         | Slovenia | 20,44 |
| 7    | Žiga Župan Oreskovič | Slovenia | 20,70 |
| 8    | David Rakovič        | Slovenia | 20,80 |
| 9    | Luka Vidic           | Slovenia | 20,87 |
| 10   | Matevž Habajec       | Slovenia | 20,97 |

Data: 23 marzo

Località: Kranjska Gora

### Donne

#### Discesa libera
| Pos. | Atleta                     | Nazione              | Tempo   |
| ---- | -------------------------- | -------------------- | ------- |
| 1    | Katrin Hirtl-Stanggaßinger | Germania             | 1:05,37 |
| 2    | Nadine Kapfer              | Germania             | 1:05,47 |
| 3    | Ania Monica Caill          | Romania              | 1:06,55 |
| 4    | Elvedina Muzaferija        | Bosnia ed Erzegovina | 1:06,74 |
| 5    | Barbora Ziková             | Rep. Ceca            | 1:07,00 |
| 6    | Sabrina Simader            | Kenya                | 1:07,22 |
| 7    | Barbora Nováková           | Rep. Ceca            | 1:07,59 |
| 8    | Anna Esteve                | Spagna               | 1:07,62 |
| 9    | Žana Ciglič                | Slovenia             | 1:08,25 |
| 10   | Neja Dvornik               | Slovenia             | 1:08,37 |
|      |                            |                      |         |
| 17   | Nina Drobnič               | Slovenia             | 1:08,66 |

Data: 30 marzo

Località: Tarvisio

#### Supergigante
| Pos. | Atleta              | Nazione              | Tempo   |
| ---- | ------------------- | -------------------- | ------- |
| 1    | Candace Crawford    | Canada               | 1:11,12 |
| 2    | Nadine Fest         | Austria              | 1:11,39 |
| 3    | Ania Monica Caill   | Romania              | 1:11,68 |
| 4    | Elvedina Muzaferija | Bosnia ed Erzegovina | 1:11,79 |
| 5    | Sabrina Simader     | Kenya                | 1:11,37 |
| 6    | Katrina Van Soest   | Canada               | 1:12,48 |
| 7    | Laura Brandner      | Austria              | 1:12,52 |
| 8    | Carmen Spielberger  | Austria              | 1:12,77 |
| 9    | Barbora Nováková    | Rep. Ceca            | 1:12,83 |
| 10   | Alena Labaštová     | Rep. Ceca            | 1:12,85 |
| 11   | Neja Dvornik        | Slovenia             | 1:12,88 |
|      |                     |                      |         |
| 13   | Rebeka Oblak        | Slovenia             | 1:13,44 |
|      |                     |                      |         |
| 15   | Žana Ciglič         | Slovenia             | 1:13,68 |

Data: 27 marzo

Località: Tarvisio

#### Slalom gigante
| Pos. | Atleta         | Nazione  | Tempo   |
| ---- | -------------- | -------- | ------- |
| 1    | Meta Hrovat    | Slovenia | 1:58,35 |
| 2    | Ana Bucik      | Slovenia | 1:59,61 |
| 3    | Neja Dvornik   | Slovenia | 2:00,36 |
| 4    | Ilka Štuhec    | Slovenia | 2:00,54 |
| 5    | Andreja Slokar | Slovenia | 2:00,87 |
| 6    | Rebeka Oblak   | Slovenia | 2:02,09 |
| 7    | Nika Murovec   | Slovenia | 2:02,12 |
| 8    | Lina Knific    | Slovenia | 2:02,41 |
| 9    | Nino Tsiklauri | Georgia  | 2:03,06 |
| 10   | Nika Tomšič    | Slovenia | 2:03,45 |

Data: 24 marzo

Località: Kranjska Gora

#### Slalom speciale
| Pos. | Atleta          | Nazione     | Tempo   |
| ---- | --------------- | ----------- | ------- |
| 1    | Andreja Slokar  | Slovenia    | 1:42,66 |
| 2    | Marija Škanova  | Bielorussia | 1:43,68 |
| 3    | Nika Tomšič     | Slovenia    | 1:46,35 |
| 4    | Victoria Palla  | Regno Unito | 1:47,18 |
| 5    | Noa Szőllős     | Israele     | 1:47,46 |
| 6    | Nika Murovec    | Slovenia    | 1:48,24 |
| 7    | Tereza Kmochová | Rep. Ceca   | 1:50,68 |
| 8    | Lenka Niňajová  | Slovacchia  | 1:51,38 |
| 9    | Vida Ravnikar   | Slovenia    | 1:51,95 |
| 10   | Johana Lesjak   | Slovenia    | 1:58,34 |

Data: 25 marzo

Località: Kranjska Gora

#### Combinata
| Pos. | Atleta              | Nazione              | Tempo   |
| ---- | ------------------- | -------------------- | ------- |
| 1    | Candace Crawford    | Canada               | 1:45,64 |
| 2    | Neja Dvornik        | Slovenia             | 1:47,87 |
| 3    | Elvedina Muzaferija | Bosnia ed Erzegovina | 1:48,03 |
| 4    | Andreja Slokar      | Slovenia             | 1:48,18 |
| 5    | Žana Ciglič         | Slovenia             | 1:48,53 |
| 6    | Rebeka Oblak        | Slovenia             | 1:48,96 |
| 7    | Alena Labaštová     | Rep. Ceca            | 1:49,15 |
| 8    | Nika Tomšič         | Slovenia             | 1:49,40 |
| 9    | Ania Monica Caill   | Romania              | 1:50,39 |
| 10   | Nika Murovec        | Slovenia             | 1:50,48 |

Data: 28 marzo

Località: Tarvisio

#### Slalom parallelo
| Pos. | Atleta          | Nazione  | Tempo |
| ---- | --------------- | -------- | ----- |
| 1    | Nika Murovec    | Slovenia | 20,00 |
| 2    | Nika Tomšič     | Slovenia | 20,62 |
| 3    | Noa Szőllős     | Israele  | 20,80 |
| 4    | Lina Knific     | Slovenia | 20,81 |
| 5    | Nina Drobnič    | Slovenia | 20,90 |
| 6    | Rebeka Oblak    | Slovenia | 21,06 |
| 7    | Daria Krajewska | Polonia  | 21,23 |
| 8    | Vida Ravnikar   | Slovenia | 21,35 |
| 9    | Maša Robin      | Slovenia | 21,53 |
| 10   | Evita Kavšek    | Slovenia | 21,54 |

Data: 23 marzo

Località: Kranjska Gora